# Top Ten Club

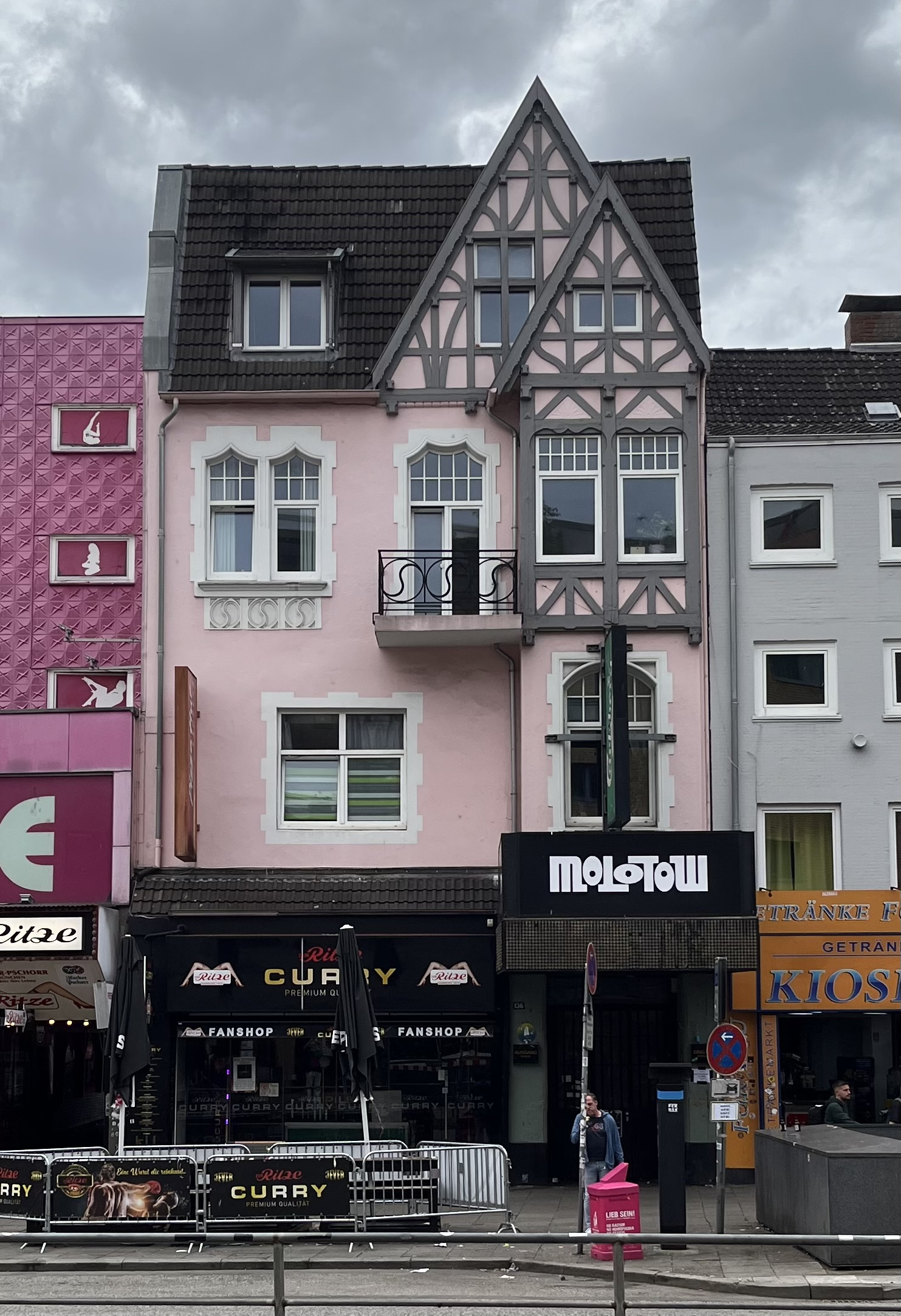
Het gebouw waar de Top Ten Club was gevestigd in 2011; op deze plek zit nu Molotow.

De Top Ten Club was een muziekclub in de wijk St. Pauli in de Duitse stad Hamburg. De club was gevestigd aan de Reeperbahn. De club opende zijn deuren op 31 oktober 1960 en bleef tot 1994 zijn naam behouden. De club is vooral bekend van de vele optredens van The Beatles, die hier in hun beginperiode 92 concerten gaven.

## Geschiedenis
Op de locatie van de Top Ten Club was voorheen een club met de naam "Grand Hippodrom und Café" gevestigd. In 1960 besloot de erfgenaam van deze club zijn deuren te sluiten, het pand opnieuw in te richten en te heropenen als muziekclub. Op 31 oktober 1960 werd de Top Ten Club geopend.
The Beatles, die destijds bestonden uit John Lennon, Paul McCartney, George Harrison, Stuart Sutcliffe en Pete Best, waren eind 1960 vaste bezoekers van de club toen zij voor het eerst in Hamburg in de Kaiserkeller optraden. In deze club trad Tony Sheridan regelmatig op met zijn band The Jets. De band moest hun eerste verblijf aan Hamburg voortijdig afbreken, omdat de zeventienjarige Harrison te jong was om na middernacht in een nachtclub te werken en McCartney en Best gearresteerd werden voor poging tot brandstichting na het in brand zetten van een condoom. Op 1 april 1961 keerde de band terug in Hamburg en traden zij tot 1 juli iedere avond op met Sheridan in de Top Ten Club, wat neerkomt op 92 concerten. Zij speelden zeven uur per avond, met uitzondering van de weekenden, toen de optredens acht uur duurden. Na elk uur namen zij een kwartier pauze. De bandleden zouden elk 35 mark hebben gekregen.
Na The Beatles hadden nog veel meer artiesten in de club opgetreden. Hieronder vallen onder meer Summer Set (met Les Humphries als zanger), Bluesology (met een jonge Elton John als toetsenist), The Decadent Streak, Next of Kin, Dave Dee, Dozy, Beaky, Mick & Tich, Cherry Blossom Clinic, The Blackjacks, Universe, Harvest, Still Earth, Aarons Rod, Strawberry Dust (een voorloper van Racing Cars), Quicksand, The Mastersounds, The Smokeless Zone (de opvolger van Sheridans band The Jets), Oswald Orange, Wayne Gibson & The Dynamic Sounds, Mustard, The Berkeley Squares, The Frank Sheen Sound, Axis, The John McFlare Band, Colour Supplement en The Federation. Marcia Barrett was eind jaren zestig werkzaam in de Top Ten Club. Als danseres werd ze gevraagd om proberen te zingen. Het publiek vond het klinken en dus werd de Top Ten Club de locatie waar ze haar zangkunst begon te ontwikkelen.
Na 1994 is de club ongeveer tien keer van eigenaar veranderd. De naam van de club is ook even vaak aangepast. De club heeft bekend gestaan onder de namen MC-Music Club, New Top Ten Club, Soap Opera, The Irish Harp, La Cage (tussen 1997 en 2001), Titty Twister (2002-2003), Golden Stars (2003), Glam (2003-2005) en La Rocca (2005-2006). Sinds 2008 staat de club bekend onder de naam Moondoo. Sinds 2025 staat de club bekend onder de naam Molotow.